# Tours FC
Tours Football Club, thường được gọi đơn giản là Tours (phát âm tiếng Pháp: [tuʁ]), là một câu lạc bộ bóng đá Pháp có trụ sở tại Tours, thủ phủ của Indre-et-Loire. Câu lạc bộ được thành lập vào năm 1919. Tours thi đấu các trận đấu tại Stade de la Vallée du Cher nằm trong thành phố. Đội được dẫn dắt bởi Michel Estevan và được chỉ huy bởi hậu vệ Rodéric Filippi.

## Lịch sử
Câu lạc bộ bóng đá Tours được thành lập vào năm 1919 với tên AS Docks-du-Center. Sau hai năm chơi dưới tên gọi trên, câu lạc bộ đổi tên thành AS du Center. Năm 1951, câu lạc bộ đổi tên thành Tours FC như hiện tại. Câu lạc bộ đã đạt được thành công khi bước vào vòng 1/64 tại Coupe de France nhờ vào cầu thủ-huấn luyện viên Alfred Aston cùng năm đó. 
Tours được thăng lên Division 1 vào năm 1980. Trước khi bắt đầu mùa giải, câu lạc bộ đã ký hợp đồng với tiền đạo nổi tiếng Delio Onni từ Monaco. Onni đã cải thiện đáng kể khả năng tấn công của câu lạc bộ trong ba năm và rời câu lạc bộ vào năm 1983 sau khi Tours xuống hạng. Trong khoảng thời gian giữa 1980–83, Tours hai lần lọt vào bán kết Coupe de France năm 1982 và 1983. Câu lạc bộ đã bị loại trong cả hai lần bởi Paris Saint-Germain. Năm 1984, Tours nhanh chóng trở lại Division 1 sau khi giành được danh hiệu Division 2. Tuy nhiên, sau một mùa giải, câu lạc bộ trở lại xuống hạng. Tours vẫn chưa thể quay trở lại Ligue 1.
Trong thời gian vắng mặt khỏi Ligue 1, Tours rơi xuống Championnat National, giải đấu hạng ba của bóng đá Pháp, sau khi kết thúc  ở vị trí cuối cùng trong mùa giải 2006–07. Trong mùa giải, Albert Falette, người dẫn dắt câu lạc bộ trong tám năm, đã bị sa thải. Vào cuối mùa giải, câu lạc bộ giải phóng gần như tất cả các cầu thủ trong đội, bao gồm cả đội trưởng David Fleurival. Họ chỉ giữ thủ môn lâu năm Armand Raimbault và tài năng trẻ Rudy Wendling. Chiến lược triển vọng dài hạn đã được đền đáp khi câu lạc bộ kết thúc ở vị trí thứ hai trong mùa giải National 2007–08, do đó trở lại Ligue 2, nơi câu lạc bộ ở đó trong mười năm cho đến khi xuống hạng Championnat sau khi kết thúc vị trí cuối cùng trong mùa giải 2017–18.
Câu lạc bộ lại xuống hạng một lần nữa vào cuối mùa giải Championat 2018–19.

## Màu sắc và logo

Huy hiệu Tours

Huy hiệu của Tours được lấy cảm hứng từ áo khoác của thành phố với ba tòa tháp và một chiếc Fleur-de-lis. Nó mang phương châm của câu lạc bộ "Turonorum [as Libera", có nghĩa là trong "thành phố tự do của người Turones " trong tiếng Latin. Turones là bộ lạc người Celtic, đã đặt tên cho Tours. Khẩu hiệu được tìm thấy khắc trên một tảng đá, hiện đang ở dưới lòng đất của Bảo tàng Nghệ thuật Beaux nằm trong thành phố. Con kỳ nhông là một biểu tượng tham chiếu đến vua François I.

## Sân vận động
Tours đã chơi tại Stade de la Vallée du Cher từ năm 1978. Năm 1979, sức chứa của sân vận động là 22.000, nhưng giờ chỉ kết hợp với 13.500 chỗ ngồi. Sân vận động được xây dựng nhờ cựu thị trưởng Jean Royer vì ông muốn có một địa điểm đàng hoàng cho câu lạc bộ. Trước khi xây dựng Vallée du Cher, Tours thi đấu trên sân nhà tại Stade de Grammont.

## Cổ động viên
Ở Pháp, Tours không phải là một thị trấn thích bóng đá vì thiếu truyền thống bóng đá. Hơn nữa, những người ủng hộ đã thất vọng về kết quả tồi tệ của câu lạc bộ trong quá khứ. Tuy nhiên, việc gia nhập Ligue 2 vào năm 2006, nơi họ duy trì trong 10 mùa giải đã tạo ra một số sự quan tâm đến thành phố và số lượng khán giả đến sân vận động đang dần tăng lên. Hiện tại có ba nhóm cổ động viên:
- Amicale des supporters
- Turones 1951
- Les Diabled Bleus